# Grande Prêmio de Mônaco de 1980
Resultados do Grande Prêmio de Mônaco de Fórmula 1 realizado em Montecarlo em 18 de maio de 1980. Sexta etapa da temporada, foi vencido pelo argentino Carlos Reutemann, da Williams-Ford.

## Resumo

### Temores fundamentados
Se existe um substantivo capaz de descrever a Fórmula 1 é "barulho", mas os estrondos que ecoaram em Montecarlo tinham outra origem: dadas as características da pista monegasca, os pilotos temiam pela sua segurança num treino a ser realizado com vinte e sete carros (o Grande Prêmio de Mônaco de 1979 contou com vinte participantes), razão pela qual ensaiaram um motim sob o estímulo do campeão mundial Jody Scheckter, mas a sublevação durou apenas quinze minutos, pois ao sentir "cheiro de queimado" Colin Chapman, dirigente-maior da Lotus, ameaçou trocar Mario Andretti por Nigel Mansell caso o norte-americano aderisse ao movimento grevista enquanto na Tyrrell o francês Jean-Pierre Jarier declarou, sem meias-palavras: "Vou ter que pilotar, senão Ken Tyrrell cancela meu contrato e ponto final". Embora o regulamento da prova liberasse apenas 24 carros para correr em Mônaco este número foi acrescido in terminis, razão pela qual os corredores sentiam-se abandonados em suas reivindicações por maior segurança nas pistas dada a pressão dos chefes de equipe, patrocinadores e dirigentes como Jean-Marie Balestre, da FISA, e Bernie Ecclestone, da FOCA, que silenciaram a respeito dos pedidos por mais segurança na Fórmula 1.
Em meio ao alarido nos boxes de Montecarlo pouco repercutiu o feito de Didier Pironi, dono do melhor tempo da quinta-feira em pista molhada com sua Ligier. No dia seguinte o francês lutou arduamente contra o argentino Carlos Reutemann, da Williams, pelo direito de largar em primeiro numa refrega onde Pironi deixou Reutemann em segundo e conquistou a primeira pole position de sua carreira. Na próxima fila estavam Alan Jones, o outro piloto da Williams, e Nelson Piquet, da Brabham, contudo chamou a atenção de todos o fato de Jody Scheckter e Emerson Fittipaldi dividirem a nona fila com Mario Andretti e René Arnoux vindo a seguir, na última fila. Aliás, ver Jean-Pierre Jaboille em décimo sexto e René Arnoux em vigésimo demonstra de forma cabal a ineficiência dos Renault turbo na pista de Mônaco, essencialmente cheia de curvas e com retas diminutas, um veneno para o motor francês.
"O importante para mim é terminar esta corrida entre os seis primeiros. Aqui é quase impossível ultrapassar, por isso vou pular na largada e aproveitar a parte mais ampla da pista, logo na St. Devote", vaticinou Nelson Piquet sobre a tática ideal para o domingo.

### Strikede Derek Daly
Mesmo com o grid restrito a vinte carros esperava-se uma largada sem incidentes, contudo essa vã esperança dissipou-se logo nos primeiros metros da prova quando a Tyrrell de Derek Daly acertou a Alfa Romeo de Bruno Giacomelli e nisso o carro de Daly voou sobre o grid e caiu entre Alain Prost, da McLaren, e Jean-Pierre Jarier, companheiro do irlandês na Tyrrell, eliminando os quatro da prova. Assustado com a cena, Gilles Villeneuve fugiu pela área de escape enquanto a Arrows de Riccardo Patrese e a ATS de Jan Lammers foram impedidas de seguir adiante por alguns momentos até a liberação da pista sem pilotos feridos ou o cancelamento da largada. "A culpa foi minha. Bati na traseira do carro de Giacomelli e comecei a derrapar. Não vi mais nada", declarou Daly à imprensa. Com a autoridade de quem saiu ileso do incidente, Alain Prost emendou: "Não vi nada, exceto o carro de Daly voando por cima de mim. A solução foi acelerar, já que não podia frear. Dei muita sorte, pois poderia ser atingido".

### Vitória de Carlos Reutemann
Fazendo valer a primeira pole de sua carreira, Didier Pironi manteve a liderança à frente de um grupo formado por Alan Jones, Carlos Reutemann, Jacques Laffite, Patrick Depailler e Nelson Piquet. Por 24 voltas tal ordem manteve-se inalterada graças às ruas apertadas de Montecarlo, o que impediu também uma ultrapassagem de Jones sobre Pironi, não importando o quanto o australiano se esforçasse, porém a quebra do diferencial da Williams deu certa folga a Pironi, três segundos adiante de Reutemann, o novo vice-líder, enquanto Elio de Angelis ascendia ao sexto lugar com sua Lotus. Modorrento, o Grande Prêmio de Mônaco transcorria sem mudanças bruscas até a quinquagésima volta quando virou fumaça o motor da Alfa Romeo de Patrick Depailler. A essa altura Elio de Angelis estava fora da zona de pontuação há algum tempo ao ser superado por Mario Andretti e Jochen Mass à medida que Pironi, Reutemann e Laffite pareciam garantidos no pódio e Nelson Piquet estava em quarto lugar.
Máquinas e pilotos pareciam incapazes de mudar o curso dos acontecimentos então um novo fator entrou em cena: na quinquagésima quarta volta a chuva caiu com maior intensidade sobre a capital monegasca, especialmente na Curva do Cassino. Naquele instante houve quem pensasse numa troca de pneus, mas tal hipótese esvaiu-se graças à não interrupção da corrida. Sob intenso aguaceiro, Pironi rodou na curva em questão, danificou sua roda dianteira esquerda ao bater no guard rail e parou na descida da Mirabeau. Pouco antes disso, René Arnoux também foi vítima da água tão logo sua Renault cruzou uma chicane abandonando seu quarto Grande Prêmio em seis disputados até este momento.
Informado pelos boxes da Williams que era o líder da prova, Carlos Reutemann valeu-se da experiência para guiar com pneus slicks desgastados em pista molhada favorecido também pela vantagem de mais de um minuto sobre Jacques Laffite com Nelson Piquet em terceiro e Jochen Mass em quarto. Destoando do cortejo à sua frente, o canadense Gilles Villeneuve trocou os pneus, extraiu o máximo de seu motor flat de 12 cilindros e assumiu os riscos de uma condução agressiva ultrapassando René Arnoux, Riccardo Patrese e Emerson Fittipaldi alcançando o sétimo lugar. Quando Mario Andretti recorreu a um pit stop, Villeneuve atingiu a zona de pontuação, ganhando mais um degrau com o acidente de Elio de Angelis. Em sentido inverso, Carlos Reutemann redobrou os cuidados e venceu o Grande Prêmio de Mônaco ao final de quase duas horas de corrida em seu primeiro triunfo pela Williams, bem como assinalou o primeiro êxito da Argentina no Principado desde Juan Manuel Fangio em 1957. No pódio também estavam Jacques Laffite e Nelson Piquet com Jochen Mass, Gilles Villeneuve e Emerson Fittipaldi completando a zona de pontuação, o brasileiro, aliás, marcou o último ponto de sua carreira.
Sem vencer desde o Grande Prêmio dos Estados Unidos de 1978, quando corria pela Ferrari, Carlos Reutemann subiu para o quinto lugar no campeonato com 15 pontos, entretanto a liderança estava nas mãos de Nelson Piquet com 22 pontos, sendo que René Arnoux (21 pontos), Alan Jones (19 pontos) e Didier Pironi (17 pontos) saíram zerados da etapa monegasca. Para o brasileiro, a liderança isolada da competição advém de uma estratégia anterior à prova e executada com mestria. Quanto ao mundial de construtores tivemos em Mônaco um pódio formado por Williams (34 pontos), Ligier (29 pontos) e Brabham (22 pontos), mesma ordem das escuderias no respectivo certame.

### Grande Prêmio da Espanha
Fixado como a sétima etapa do campeonato mundial de Fórmula 1, o Grande Prêmio da Espanha de 1980 aconteceu em Jarama no dia 1º de julho e foi vencido por Alan Jones, contudo uma queda de braço entre a FISA e a FOCA pelo controle político e econômico da categoria, estabeleceu a cizânia: alinhadas a Jean-Marie Balestre, Ferrari, Renault e Alfa Romeo chegaram a treinar na quinta-feira (29 de maio), mas quando a Guarda Civil Espanhola adentrou o circuito e expulsou os inspetores da FISA, tais equipes abandonaram a competição. Em sentido inverso, os partidários de Bernie Ecclestone, presidente da Associação dos Construtores da Fórmula 1, aceitaram correr sob a tutela do Real Automóvel Clube da Espanha (RACE) numa prova vencida por Alan Jones, da Williams. Em 2 de junho o comitê executivo da Federação Internacional do Automóvel não homologou o resultado da etapa espanhola devido à falta de certificação pela FISA, mesmo que fosse através da Federação Espanhola de Automobilismo.

## Classificação

### Treinos
| Pos.   | Nº | Piloto                | Construtor      | Tempo    | Dif.     |
| ------ | -- | --------------------- | --------------- | -------- | -------- |
| 1      | 25 | Didier Pironi         | Ligier-Ford     | 1:24.813 | -        |
| 2      | 28 | Carlos Reutemann      | Williams-Ford   | 1:24.882 | + 0.069  |
| 3      | 27 | Alan Jones            | Williams-Ford   | 1:25.202 | + 1.019  |
| 4      | 5  | Nelson Piquet         | Brabham-Ford    | 1:25.358 | + 1.175  |
| 5      | 26 | Jacques Laffite       | Ligier-Ford     | 1:25.510 | + 1.327  |
| 6      | 2  | Gilles Villeneuve     | Ferrari         | 1:26.104 | + 1.921  |
| 7      | 22 | Patrick Depailler     | Alfa Romeo      | 1:26.210 | + 2.027  |
| 8      | 23 | Bruno Giacomelli      | Alfa Romeo      | 1:26.227 | + 2.044  |
| 9      | 3  | Jean-Pierre Jarier    | Tyrrell-Ford    | 1:26.369 | + 2.186  |
| 10     | 8  | Alain Prost           | McLaren-Ford    | 1:26.826 | + 2.643  |
| 11     | 29 | Riccardo Patrese      | Arrows-Ford     | 1:26.828 | + 2.645  |
| 12     | 4  | Derek Daly            | Tyrrell-Ford    | 1:26.838 | + 2.655  |
| 13     | 10 | Jan Lammers           | ATS-Ford        | 1:26.883 | + 2.700  |
| 14     | 12 | Elio de Angelis       | Lotus-Ford      | 1:26.930 | + 2.747  |
| 15     | 30 | Jochen Mass           | Arrows-Ford     | 1:26.956 | + 2.773  |
| 16     | 15 | Jean-Pierre Jabouille | Renault         | 1:27.099 | + 2.916  |
| 17     | 1  | Jody Scheckter        | Ferrari         | 1:27.182 | + 2.999  |
| 18     | 20 | Emerson Fittipaldi    | Fittipaldi-Ford | 1:27.495 | + 3.312  |
| 19     | 11 | Mario Andretti        | Lotus-Ford      | 1:27.514 | + 3.331  |
| 20     | 16 | René Arnoux           | Renault         | 1:27.524 | + 3.341  |
| 21     | 7  | John Watson           | McLaren-Ford    | 1:27.731 | + 3.548  |
| 22     | 31 | Eddie Cheever         | Osella-Ford     | 1:27.808 | + 3.625  |
| 23     | 17 | Geoff Lees            | Shadow-Ford     | 1:27.842 | + 3.659  |
| 24     | 21 | Keke Rosberg          | Fittipaldi-Ford | 1:28.381 | + 4.198  |
| 25     | 6  | Ricardo Zunino        | Brabham-Ford    | 1:28.384 | + 4.201  |
| 26     | 14 | Tiff Needell          | Ensign-Ford     | 1:29.188 | + 5.005  |
| 27     | 18 | David Kennedy         | Shadow-Ford     | 1:39.986 | + 15.803 |
| Fonte: |    |                       |                 |          |          |

### Corrida
| Pos.   | Nº | Piloto                | Construtor      | Voltas | Tempo/Diferença  | Grid | Pontos |
| ------ | -- | --------------------- | --------------- | ------ | ---------------- | ---- | ------ |
| 1      | 28 | Carlos Reutemann      | Williams-Ford   | 76     | 1:55:34.365      | 2    | 9      |
| 2      | 26 | Jacques Laffite       | Ligier-Ford     | 76     | + 1:13.629       | 5    | 6      |
| 3      | 5  | Nelson Piquet         | Brabham-Ford    | 76     | + 1:17.726       | 4    | 4      |
| 4      | 30 | Jochen Mass           | Arrows-Ford     | 75     | + 1 volta        | 15   | 3      |
| 5      | 2  | Gilles Villeneuve     | Ferrari         | 75     | + 1 volta        | 6    | 2      |
| 6      | 20 | Emerson Fittipaldi    | Fittipaldi-Ford | 74     | + 2 voltas       | 18   | 1      |
| 7      | 11 | Mario Andretti        | Lotus-Ford      | 73     | + 3 voltas       | 19   |        |
| 8      | 29 | Riccardo Patrese      | Arrows-Ford     | 73     | + 3 voltas       | 11   |        |
| 9      | 12 | Elio de Angelis       | Lotus-Ford      | 68     | Acidente         | 14   |        |
| NC     | 9  | Jan Lammers           | ATS-Ford        | 64     | Não classificado | 13   |        |
| Ret    | 25 | Didier Pironi         | Ligier-Ford     | 54     | Acidente         | 1    |        |
| Ret    | 16 | René Arnoux           | Renault         | 53     | Acidente         | 20   |        |
| Ret    | 22 | Patrick Depailler     | Alfa Romeo      | 50     | Motor            | 7    |        |
| Ret    | 1  | Jody Scheckter        | Ferrari         | 27     | Handling         | 17   |        |
| Ret    | 15 | Jean-Pierre Jabouille | Renault         | 25     | Câmbio           | 16   |        |
| Ret    | 27 | Alan Jones            | Williams-Ford   | 24     | Diferencial      | 3    |        |
| Ret    | 23 | Bruno Giacomelli      | Alfa Romeo      | 0      | Acidente         | 8    |        |
| Ret    | 3  | Jean-Pierre Jarier    | Tyrrell-Ford    | 0      | Acidente         | 9    |        |
| Ret    | 8  | Alain Prost           | McLaren-Ford    | 0      | Acidente         | 10   |        |
| Ret    | 4  | Derek Daly            | Tyrrell-Ford    | 0      | Acidente         | 12   |        |
| DNQ    | 7  | John Watson           | McLaren-Ford    |        |                  |      |        |
| DNQ    | 31 | Eddie Cheever         | Osella-Ford     |        |                  |      |        |
| DNQ    | 17 | Geoff Lees            | Shadow-Ford     |        |                  |      |        |
| DNQ    | 21 | Keke Rosberg          | Fittipaldi-Ford |        |                  |      |        |
| DNQ    | 6  | Ricardo Zunino        | Brabham-Ford    |        |                  |      |        |
| DNQ    | 14 | Tiff Needell          | Ensign-Ford     |        |                  |      |        |
| DNQ    | 18 | David Kennedy         | Shadow-Ford     |        |                  |      |        |
| Fonte: |    |                       |                 |        |                  |      |        |

## Tabela do campeonato após a corrida
| Pos.   | Pilotos          | Pontos |
| ------ | ---------------- | ------ |
| 1      | Nelson Piquet    | 22     |
| 2      | René Arnoux      | 21     |
| 3      | Alan Jones       | 19     |
| 4      | Didier Pironi    | 17     |
| 5      | Carlos Reutemann | 15     |
| Fonte: |                  |        |

| Pos.   | Construtor    | Pontos |
| ------ | ------------- | ------ |
| 1      | Williams-Ford | 34     |
| 2      | Ligier-Ford   | 29     |
| 3      | Brabham-Ford  | 22     |
| 4      | Renault       | 21     |
| 5      | Arrows-Ford   | 11     |
| Fonte: |               |        |

- Nota: Somente as primeiras cinco posições estão listadas. As quatorze etapas de 1980 foram divididas em dois blocos de sete e neles cada piloto podia computar cinco resultados válidos não havendo descartes no mundial de construtores.